# U-244
U-244 — средняя немецкая подводная лодка типа VIIC времён Второй мировой войны.

## История
Заказ на постройку субмарины был отдан 10 апреля 1941 года. Лодка была заложена 24 октября 1942 года на верфи «Германиаверфт» в Киле под строительным номером 678, спущена на воду 2 сентября 1943 года. Лодка вошла в строй 9 октября 1943 года под командованием оберлейтенанта Ruprecht Fischer

### Командиры
- 9 октября 1943 года — 9 апреля 1945 года капитан-лейтенант Рупрехт Фишер
- 10 апреля 1945 года — 14 мая 1945 года оберлейтенант цур зее Ганс-Петер Макепранг

### Флотилии
- 9 октября 1943 года — 31 июля 1944 года — 5-я флотилия (учебная)
- 1 августа 1944 года — 31 октября 1944 года — 9-я флотилия
- 1 ноября 1944 года — 8 мая 1945 года — 11-я флотилия

### История службы
Лодка совершила 4 боевых похода. Успехов не достигла.
Капитулировала в Лисахалли, Северная Ирландия, 14 мая 1945 года, вскоре после этого потоплена артогнём польского эсминца Piorun в ходе операции «Дэдлайт» в районе с координатами 55°46′ с. ш. 08°32′ з. д..

### Атаки на лодку
- 25 июля 1944 года U-244 была атакована норвежским самолётом «Москито». В результате атаки один человек погиб, семеро — ранены. Лодка вернулась на базу.

Эта лодка была оснащена шноркелем.